# Хёйлунн, Андерс
Андерс Хёйлунн (дат. Anders Højlund; 2 октября 1971) — датский футболист.

## Карьера
Воспитанник клуба «Виборг». Большую часть карьеры отыграл в клубах низших лиг Дании. Единственный сезон в датской Суперлиге — 1998/99 провёл в составе клуба «Б-93», сыграл 15 матчей и забил 3 гола в ворота команд «Брондбю», «АБ Гладсаксе» и «Орхус Фремад». По итогам сезона «Б-93» занял последнее место в лиге и вернулся в первый дивизион.

## Семья
Трое сыновей Андерса также стали футболистами. Старший — Расмус (р. 2003) в 2022 году дебютировал за сборную Дании. Младшие — близнецы Оскар и Эмиль (р. 2005).